# Renay
Renay település Franciaországban, Loir-et-Cher megyében. Lakosainak száma 176 fő (2022. január 1.). Renay La Chapelle-Enchérie, Faye, Lignières, Pezou, Rocé és Saint-Firmin-des-Prés községekkel határos.

## Népesség
A település népessége az elmúlt években az alábbi módon változott:
| Lakosok száma | 126  | 116  | 140  | 171  | 162  | 160  | 171  | 175  | 176  | 176  |
|               | 1968 | 1982 | 1990 | 2006 | 2013 | 2015 | 2017 | 2019 | 2020 | 2022 |